# گرانج
گرانج (به انگلیسی: Grunge) یکی از زیرشاخه‌های موسیقی آلترنتیو راک است که در اواسط دههٔ ۸۰ میلادی در کشور آمریکا پدید آمد و خاستگاه آن ایالت واشینگتن به‌خصوص منطقهٔ سیاتل، واشینگتن بود. واژه گرانج به معنای «ناجور و کثیف» است.
گرانج که تأثیرگرفته از هاردکور پانک، هوی متال و ایندی راک است، عموماً با مشخصه‌هایی هم‌چون «نوای به‌شدت غیرطبیعی و نابهنجار شدهٔ گیتار الکتریک»، استفاده از عناصر متضاد در آهنگ‌سازی، مانند «تند و کند شدن ریتم آهنگ» و «خشن و ملایم شدن اصوات» به‌صورت پیاپی، و متن‌های بی‌تفاوت یا پر از وحشت و نگرانی شناخته می‌شود. گرانج از لحاظ ساختار زیبایی‌شناسی و در مقایسه با دیگر ژانرهای موسیقی راک، از حداقل امکانات -موسیقایی و اجرایی- بهره می‌گیرد و بیشتر هنرمندان این سبک به خاطر ظاهر ژولیده و عدم پیروی از «قواعد معمول جذب مخاطب» در اجراهای‌شان شناخته شده هستند.
اولین تلاش‌ها انتشار آثار هنرمندان این سبک، در سیاتل و توسط کمپانی موسیقی مستقل ساب پاپ در اواخر دههٔ ۸۰ میلادی آغاز شد. موسیقی گرانج در نیمهٔ اول دههٔ ۹۰ میلادی با استقبال گستردهٔ مخاطبان و موفقیت بزرگ تجاری روبرو شد که از جمله آثار موفق این دوره می‌توان آلبوم مهم نیست نیروانا و ده پرل جم را نام برد. موفقیت آثار این گروه‌ها به محبوبیت و همه‌گیر شدن موسیقی آلترنتیو کمک شایانی کرد و گرانج در آن سال‌ها تبدیل به پرطرفدارترین گونهٔ موسیقی هارد راک شد. با این حال بسیاری از گروه‌های گرانج با این موفقیت بزرگی که نصیب‌شان شده بود زیاد موافق نبودند. به‌گونه‌ای که تا سال‌های پایانی دههٔ ۹۰ میلادی بسیاری از گروه‌های مهم این سبک از هم پاشیدند یا به تدریج از مرکز توجه بازار موسیقی محو شدند، اما تأثیر آن‌ها بر موسیقی راک مدرن در سال‌های بعد هم‌چنان باقی ماند.